# Albert King
Albert King, ursprungligen Albert Nelson, född 25 april 1923 i Indianola i Mississippi, död (i hjärtattack) 21 december 1992 i Memphis i Tennessee, var en amerikansk gitarrist och sångare inom bluesgenren. King är en av Stevie Ray Vaughans absolut största influenser, och dubbade därför sig själv till Vaughans gudfar. Till Kings största hits hör "Crosscut Saw", "Born under a bad sign" och "Blues at Sunrise". Han spelade även med Gary Moore på hans album Still got the blues. Albert King, Freddie King och B.B. King brukar kallas "The Three Kings of electric blues guitar".

## Biografi

### De tidiga åren
Albert King föddes som Albert Nelson den 25 april 1923 på ett bomullsplantage i Indianola i Mississippi, men växte upp i Forrest City i Arkansas tillsammans med sina 12 syskon. Kings far Will Nelson som var en amatörpianist och hade ett stort inflytande på hans musik. Under sin barndom sjöng King på gudstjänsterna på söndagarna i kyrkan. King lärde sig redan som liten pojke att spela gitarr, han byggde sin allra första gitarr av en cigarrlåda. King lyssnade och spelade till en mest den kyrkliga gospelmusiken, men efter att han hört Blind Lemon Jefferson och Lonnie Johnson och andra kända bluesartister var han helt såld och började att enbart spela blues.

### 1950-talet
År 1950 träffade King Mc Reader som ägde nattklubben T-99 i Osceola i Arkansas. Strax efter det mötet flyttade King till Osceola och började spela i T-99:s husband. Bandet hade många spelningar runtom i Arkansas förutom i T-99. År 1953 flyttade King till Gary i Indiana. Där han började att under en kort period att spela trummor bakom Jimmy Reed, som var en av 1960-talets mest populära bluesartister. Samma år träffade King basisten Willie Dixon som hjälpte honom att fixa en inspelning på Parrot records. King spelade in fem låtar, men enbart en singel släpptes, "Be on Your Merry Way /Bad Luck Blues". Trots att singeln sålde relativt bra fick den inte tillräckligt mycket uppmärksamhet för att King skulle få spela in fler låtar på bolaget. Så King flyttade efter det beskedet tillbaka till Osceola och började spela med sitt gamla band igen.
År 1956 flyttade King till Saint Louis där han började att spela med flera lokala band. Och vid slutet av samma år hade King blivit det stora namnet runtom på klubbarna i trakten. Det var under dessa år i Saint Louis som King började att spela på en Gibson flying V som kom att bli hans signaturgitarr. Två år senare, 1958, hade King blivit populär i staden vilket ledde till att han lyckades få ett skivkontrakt 1959 med Bobbin Records. På sin första inspelning med Bobbin Records använde sig King av ett piano och en del blåsinstrument, vilket gjorde att det lät mer som jumpblues än delta eller Chicagoblues. Men det var ändå hans gitarrspel som stod i centrum och det rådde ingen tvekan om att han hade utvecklat ett helt unikt gitarrsound. Kings inspelningar på Bobbin Records sålde bra i Saint Louisområdet.

### 1960-talet
King lämnade Bobbin Records i slutet av 1962, och på våren 1963 spelade King in musik med King Records som var mycket mer poporienterad än hans tidigare inspelningar. Men singlarna från dessa inspelningar sålde inte alls bra så King hade inom ett år lämnat King Records och istället anslutits sig till det lokala Saint Louis skivbolaget Coun-Tree som drevs av en jazzsångare vid namn Leo Godden. Trots att singlarna inte släpptes i så många städer utan bara St. Louis, Chicago och Kansas City bäddade det i hög grad för Kings kommande arbete med Stax Records.
År 1966 lämnade King det lilla skivbolaget och skrev istället på för Stax Records. Det visade sig att Kings inspelningar med Stax skulle ge honom stjärnstatus både inom blues och rockvärlden. All musik som King spelade in på Stax under 1960-talet gjordes tillsammans med Booker T. & the MG:s vilket gav den ett snyggt och soulliknande sound.
Kings första album med Stax kom 1967, " Born Under a Bad Sign" och var en samling av hans singlar som han spelat in med bolaget. Albumet blev ett av de mest populära och influerande bluesalbum under slutet av 1960-talet.

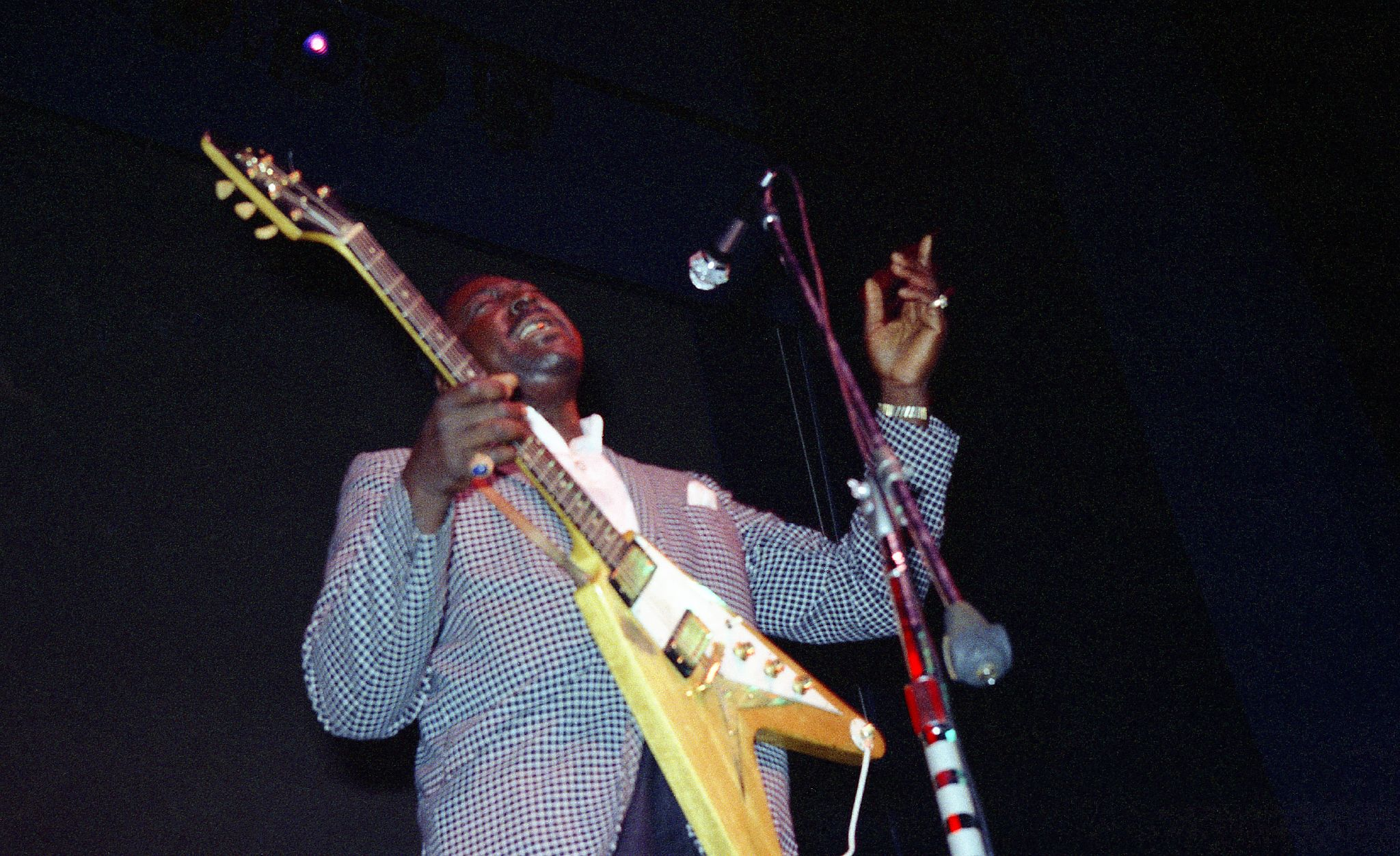
Albert King spelar på Fillmore East i oktober 1968 med hans Gibson Flying V guitar. Bild: Grant Gouldon

I början av 1969 spelade King in sitt allra första riktiga studioalbum  "Years Gone By", och lite senare samma år spelade han in en hyllningsplatta till Elvis Presley vid namn "Blues for Elvis: Albert King Does the King's Things". Efter den inspelningen gav sig King ut på en turné i Amerika och Europa och återvände till studion igen först 1971.

### 1970-talet
När King återvänt till studion efter sin turné spelade han in albumet "Lovejoy", och året därpå 1972 spelade King in albumet " I'll Play the Blues for You". Det albumet innehöll ackompanjemang från Bar-Kays, the Memphis Horns och the Movement, albumet var ett bluesalbum men innehöll distinkta bitar från modern soul och funk.
I mitten av 1970-talet hade Stax Records stora ekonomiska problem, vilket ledde till att King till slut tvingades lämna bolaget. King anslöt sig då till Utopia som var ett dotterbolag till RCA Records. King släppte två stycken album tillsammans med Utopia, som innehöll en del bifall till de begränsningar som då fanns inom den kommersiella soulmusiken.
Trots att King hade en del hits tillsammans med Utopia var den tiden hos dem ändå mest en slags övergångsperiod för King där han upptäckte att det var bäst för honom att rikta in sig på ett rakt bluesspår och strunta i alla insvängningar av soul i sin musik.
År 1978 skrev King på med Tomato Records, och på hans första album tillsammans med Tomato kunde man tydligt höra den förändring i Kings musik som han valt att göra.

### 1980-talet
Efter flera år hos Tomato lämnade King bolaget år 1983 och skrev istället på för Fantasy Records, med vilka han släppte två stycken album tillsammans med.
I mitten av 1980-talet meddelade King att han tänkte pensionera sig ifrån musiken. Men den pensionen var kortlivad, för King fortsatte nämligen att regelbundet åka runt och spela på konserter och festivaler överallt i Amerika och Europa under resten av decenniet och ända in på 1990-talets början.

## Död
Den 21 december 1992 drabbades King plötsligt av en hjärtattack och dog i Memphis i Tennessee. Hans sista konsert ägde rum två dagar tidigare i Los Angeles. King begravdes i Edmondson, Arkansas nära sitt barndomshem. I samband med begravningen uttalade sig B.B King och sa: "Albert wasn't my brother in blood, but he was my brother in blues."

## Utmärkelser och erkännanden
King valdes 1983 in i Blues Hall of Fame och år 2013 valdes han in i Rock and Roll Hall of Fame
År 1993 fick King en egen stjärna på St Louis Walk of Fame.
Den 7 november 2013 blev King bli invald i Memphis Music Hall of Fame.
King hamnade på 13:e plats i musiktidningen Rolling Stones lista över de 100 bästa gitarristerna genom tiderna.

## Instrument och spelteknik
King byggde sin första gitarr själv av en cigarrlåda, innan han fick råd att köpa sin första gitarr, när han fått det köpte han en akustiskt gitarr av märket Guild. Instrumentet King är mest förknippad med är en Gibson Flying V från 1958. År 1974 började King att spela med en Flying V byggd av Dan Erlewine, och under 1980-talet spelade han med en Flying V byggd av Bradley Prokopow. King var vänsterhänt, men spelade oftast med högerhänta gitarrer som han vände upp och ner.
King var expert på enkelsträngssolon, och han kunde böja strängar för att få fram ett unikt bluessound som lät plågande och tydligt illustrerade hans säregna stil.
King är kanske den mest inflytelserika av den moderna eran av blues gitarrister och hans säregna gitarrspel har influerat många kända gitarrister som till exempel Eric Clapton, Jimi Hendrix, Mike Bloomfield, Gary Moore, Duane Allman, John Mayer och framförallt Stevie Ray Vaughan.

## Diskografi

### Studioalbum
- The Big Blues (1962)
- Travelin' to California (1967)
- Born Under a Bad Sign (1967)
- Years Gone By (1969)
- Jammed Together (med Steve Cropper & Pops Staples) (1969)
- Blues for Elvis: Albert King Does the King's Things (1970)
- Lovejoy (1971)
- I'll Play the Blues for You (1972)
- I Wanna Get Funky (1974)
- Truckload of Lovin' (1976)
- Albert (1976)
- King Albert (1977)
- The Pinch,later re-released as The Blues Don't Change (1977)
- New Orleans Heat (1978)
- San Francisco '83 (1983)
- I'm in a Phone Booth Baby (1984)
- The Lost Session (1986)

### Livealbum
- Live Wire/Blues Power (1968)
- Live (1977)
- Blues at Sunrise (1988)
- Wednesday Night in San Francisco (1990)
- Thursday Night in San Francisco (1990)

### Samlingsalbum
- King of the Blues Guitar (1969)
- Wattstax (1972)
- Montreux Festival (1974)
- I'll Play the Blues for You (1977)
- Chronicle (1979)
- Masterworks (1982)
- The Best of Albert King (1986)
- Let's Have a Natural Ball (1989)
- Door to Door (1990)
- Red House (1992)